# Manono (Repubblica Democratica del Congo)
Manono è un centro abitato della Repubblica Democratica del Congo, situato nella Provincia di Tanganyika.